# John T. Koch
Pour les articles homonymes, voir John Koch.
John Koch, diplômé de l’université Harvard, est professeur de langue et littérature celtiques à l’université du pays de Galles et directeur du Centre for Advanced Welsh & Celtic Studies.

## Publications
- An Atlas for Celtic Studies: Archaeology and Names in Ancient Europe and Early Medieval Ireland, Britain, and Brittany, Oxford, Oxbow, 2007.
- Celtic Culture: A Historical Encyclopedia, 5 vols., Santa Barbara–Oxford, ABC-Clio, 2006, pp. XXVIII + 2128. ISBN (imprimé) 1–85109–440–7 (e-book), 1–85109–445–8.
- « Why Was Welsh Literature First Written Down? », dans Medieval Celtic Literature and Society, sous la dir. de H. Fulton, Dublin, Four Courts Press, 2005, 15–31  (ISBN 1 85182 928 8).
- « De sancto Iudicaelo rege Historia and Its Implications for the Welsh Taliesin », dans Heroic Poets and Poetic Heroes in Celtic Tradition: A Festschrift for Patrick K. Ford, sous la dir. de Joseph Falaky Nagy et Leslie Ellen Jones, coll. « CSANA Yearbook 3–4 », Dublin, Four Courts Press, 2005.
- « Celts, Britons, and Gaels – Names, Peoples, and Identities », Transactions of the Honourable Society of Cymmrodorion, new series 9 (2003).
- « Some Thoughts on Ethnic Identity, Cultural Pluralism, and the Future of Celtic Studies », dans Retrospect and Prospect in Celtic Studies: Proc. 11th International Congress of Celtic Studies 25–31 July 1999, sous la dir. de M. Herbert et K. Murray, Dublin, Four Courts Press, 2003  (ISBN 1 85182 770 6).
- « Marwnad Cunedda a Diwedd y Brydain Rufeinig » [‘The elegy of Cunedda’ and the end of Roman Britain], dans Yr Hen Iaith: Studies in Early Welsh Language before 1500, sous la dir. de Paul Russell, Aberystwyth, Celtic Studies Publications, 2003  (ISBN 1 891271 10 5).
- « The Early Chronology for St Patrick (c.351–c.428): Some New Ideas and Possibilities », dans Celtic Hagiography and Saints’ Cults, sous la dir. de Jane Cartwright, Cardiff, University of Wales Press, 2003.
- « Celtoscepticism: Some Intellectual Sources and Ideological Implications », Indo-European Studies Bulletin, 2001, vol. 9, n°2.
- The Inscriptions of Early Medieval Brittany - Les inscriptions de la Bretagne du Haut Moyen Âge (Aberystwyth, 2000).
- On the Origins of the Old Irish Terms Goídil and Goídelc, in Origins and Revivals: Proceedings of the First Australian Conference of Celtic Studies, eds. G. Evans, B. K. Martin and J. W. Wooding, Sydney Series in Celtic Studies 3 [Sydney: Centre for Celtic Studies, University of Sydney, 2000  (ISBN 1 86487 380 9), 3–16].
- Ovania and /wu-/, /wo-/ < Celtic /wo-/, /we-/ (,/wi-/), in Pictish, in Kings, Clerics and Chronicles in Scotland, 500–1297: Essays in honour of Marjorie Ogilvie Anderson on the occasion of her ninetieth birthday, ed. Simon Taylor (Dublin: Four Courts Press, 2000).
- Fled Bricrenn in its Broader Celtic Context, in Fled Bricrenn: Reassessments, ed. Pádraig ÓRiain, Irish Texts Society Subsidiary Series 10 (Dublin, 2000).
- The Place of Y Gododdin in the History of Scotland, in Celtic Connections: Proceedings of the Tenth International Congress of Celtic Studies, Vol. 1. *Language, Literature, History, Culture, ed. R.Black, W. Gillies, R. Ó Maolalaigh (East Linton: Tuckwell Press, 1999).
- A Swallowed Onomastic Tale in Cath Maige Mucrama?, in Ildánach Ildírech: A Festschrift for Proinsias MacCana (1999), pp. 63–80.
- The Gododdin of Aneirin: Texts and Context from Dark-Age North Britain (Historical Introduction, Reconstructed Text, Translation, Notes ; Cardiff: University of Wales Press, 1997), curity and the Figure of Taliesin’, Medievalia, XIX (1996 [for 1993]).
- Some Thoughts on the Gaulish Inscription from Larzac, in Die grösseren altkeltischen Sprachdenkmäler, Akten des Kolloquiums Innsbruck 29 April–3 mai 1993, eds. W. Meid, P. Anreiter (Innsbruck, 1996).
- When a Seanchaidhe is not a Seanchaidhe and a Paddy is not a Paddy [essay on Erskine Nicol’s painting The Seanchaidhe], in America’s Eye: Essay’s on the Irish Paintings in the Collection of Brian Burns, ed. A. Dalsimer and V. Kreilkamp (Boston, 1996).
- The Celtic Lands in Medieval Arthurian Literature: A Guide to Recent Research, ed. N. Lacy (New York, 1996).
- Further Thoughts on Indo-European gwhin Celtic, in Hispano-Gallo-Brittonica: Essays in honour of D. E. Evans on his sixty-fifth birthday, eds. J. F. Eska, R. Geraint Gruffydd, Nicolas Jacobs (Cardiff and Dublin, 1995).
- The Conversion of Ireland and the Emergence of the Old Irish Language, AD 367–637, Emania, XIII (1995), 39–50.
- Windows on the Iron Age, 1964–1994, in Ulidia: Proceedings of the First International Conference on the Ulster Cycle of Tales, eds. J. P. Mallory and G. Stockmon (Belfast, 1994).
- Thoughts on the Ur-Gododin: Rethinking Aneirin and Mynydawc Mwynvawr, Language Sciences, XV.2 (1993).
- Gallo-Brittonic Tasc(i)ouanos "Badger-slayer" and the Reflex of Indo-European *gwh, Journal of Celtic Linguistics, I (1992).
- Gallo-Brittonic vs. Insular Celtic: The Inter-rela tion ships of the Celtic Languages Reconsidered, in Bretagne et pays celtiques – langues, histoire, civilisation : mélanges offerts à la mémoire de Léon Fleuriot, eds. Gw. Le Menn, J.-Y. Le Moing (Saint-Brieuc and Rennes, 1992).
- Further to tongu do dia toinges mo thuath [“I swear to the god to whom my tribe swears”], &c., Études celtiques, XXIX (1992) 249–61.
- On the Prehistory of Brittonic Syntax, in Studies in Brythonic Word Order, eds. J. Fife and E. Poppe, Current Issues in Linguistic Theory, LXXXIII (Amsterdam, 1991).
- Ériu, Alba, Letha: When Was a Language Ancestral to Gaelic First Spoken in Ireland?, Emania, IX (1991 [‘Focus on the Origins of the Irish’]).
- Gleanings from the Gododdin and Other Early Welsh Texts, Bulletin of the Board of Celtic Studies, XXXVIII (1991).
- Thoughts On Celtic Philology and Philologists, Comparative Literature Studies, XXVII.1 (1990).
- Cothairche, Esposito’s Theory, and Neo-Celtic Lenition [re. the historical St. Patrick], in Britain 400–600: Language and History, eds. A. Bammesberger, A. Wollmann (Heidelberg, 1990).
- Brân, Brennos: An Instance of Early Gallo-Brittonic History and Mythology, Cambridge Medieval Celtic Studies, XX (winter 1990).
- Some Etymologies Reflecting on the Mythology in the Mabinogi, Proceedings of the Harvard Celtic Colloquium, IX (1990).
- Neo-Brittonic Spirants from Old Celtic Gemi nates, Ériu, XL (1989).
- The Cynfeirdd Poetry and the Language of the Sixth Century, in Early Welsh Poetry: Studies in the Book of Aneirin, ed. Brynley F. Roberts (Aberystwyth; National Library of Wales, 1988).
- Prosody and the Old Celtic Verbal Complex, Ériu, XXXVIII (1987).
- ‘llawr en assed" the Laureate Hero in the War-chariot (C[anu] A[neirin] 932): Some Recol lec tions of the Iron Age in the Gododdin’, Études celtiques, XXIV (1987).
- A Welsh Window on the Iron Age: Manawydan, Mandubracios, Cambridge Medieval Celtic Studies, XIV (Winter, 1987).
- New Thoughts on Albion, Ierne, and the “Pretanic Isles”: Part I [on the oldest names for Britain and Ireland], Proceedings of the Harvard Celtic Colloquium, VI/VII,  (1986–87).
- When Was Welsh Literature First Written Down?, Studia Celtica, XX/XXI (1985–86).
- Emphasis and Movement in Gaulish, BBCS, XXXII, (1985).
- gwydanhor, gwydyanhawr, clywanhor, Bulletin of the Board of Celtic Studies, XXXI (1984).
- The Sentence in Gaulish, Proceedings of the Harvard Celtic Colloquium, III (1983).
- Mor Terwyn, Bulletin of the Board of Celtic Studies, XXXe/3–4 (1983).
- The Loss of Final Syllables and Loss of Declen sion in Brittonic, Bulletin of the Board of Celtic Studies, XXXe/3–4 (1983).
- Gaulish eti-c, eqqi-c< Indo-European *esti-kwe?, Proceedings of the Harvard Celtic Colloquium, II (1982).
- The Loss of Final Syllables and Loss of Declension in Brittonic, Proceedings of the Harvard Celtic Colloquium, I (1981).
- The Stone of the Weni-kones [= maen gwynngwn (CA 83)], Bulletin of the Board of Celtic Studies, XXXIX.1 (1980).